# Fudbalski savez regiona istočne Srbije
Der Fudbalski savez regiona istočne Srbije (FSRIS) (serbisch-kyrillisch Фудбалски савез региона источне Србије – ФСРИС; serbisch für „Fußballverband der Regionen des östlichen Serbiens“) ist der Dachverband aller Fußballvereine im östlichen Raum Serbiens. Der 1992 gegründete Fußballverband ist einer der fünf Verbände, die direkt dem Fudbalski savez Srbije (FSS) untergeordnet sind, dem Serbischen Fußball-Bund. Der Sitz des Ostserbischen Fußballverbandes befindet sich in Niš.